# Gurminder K. Bhambra
Gurminder K. Bhambra es una socióloga británica, teórica, e intelectual pública especializada en estudios postcoloniales y sociología histórica global. Su foco de trabajo actual en reparación y justicia epistemológica. Bhambra es actualmente Profesora de Estudios Postcoloniales y Decoloniales en la Universidad de Sussex y es socia de la Academia Británica. Anteriormente fue profesora de sociología en la Universidad de Warwick y profesora adjunta en la Universidad Linneo, EHESS, París, Universidad de Princeton, y la Universidad de Brasilia.
Bhambra está fundamentalmente implicada en proyectos de sociología en numerosas publicaciones, incluyendo la revista on-line Discover Society, el sitio web que proporciona introducciones breves a teoría y teóricos de la Global Social Theory, y el proyecto de currículum de acceso abierto Connected Sociologies. Bhambra es editora de la serie Theory for a Global Age Series, originalmente publicado por Bloomsbury hasta 2015 cuando se trasladó a la Manchester University Press.

## Premios y reconocimientos
Su primera monografía, Rethinking Modernity: Postcolonialism and the Sociological Imagination (2007), ganó en el 2008 el Premio Conmemorativo Philip Abrams de la British Sociological Association al mejor libro en sociología. El comité declaró que el libro "presenta una reconstrucción fundamental de la idea de modernidad en sociología contemporánea y teoría social".
Bhambra ha colaborado en numerosas estancias alrededor del mundo, incluyendo su posición como profesora visitante de Sociología e Historia en el Centre for Concurrences in Colonial and Postcolonial Studies, de la Universidad de Linneo, Suecia (2016-2018), tiempo durante el cual también fue profesora adjunta en EHESS, París (2017). Con anterioridad a esto, fue socia del Departamento de Sociología y del Instituto de Estudios Avanzados, ambos de la Universidad de Princeton. También ha trabajado en la Universidad de Brasilia. Está afiliada a REMESO de la Universidad de Linköping ,de Suecia.
En 2020, Bhambra fue elegida como partner en la Academia británica, en la sección de sociología, demografía y la sección de estadística social.

## Proyectos en sociología

### Discover Society
Bhambra estuvo implicada en la puesta en marcha y coedición de Discover Society junto con John Holmwood, Demandar Scott y Pat Lockley pensada como una revista on-line para promover una búsqueda accesible de investigación social, comentarios, y análisis políticos.

### Teoría Social global
Bhambra desarrolló la Global Social Theory en 2015, un sitio web que proporciona introducciones breves a teóricos y teorías de alrededor del mundo, en respuesta a la campaña estudiantil 'Por qué es mi blanco de currículum?'.

### Proyecto de currículum de lassociologías conectadas
Bhambra es directora del Connected Sociologies Curriculum Project, lanzado en octubre de 2020 y fundado por la Sociological Review. Este proyecto es un esfuerzo colaborativo de libre acceso para abordar las historias coloniales e imperiales británicas y cómo dan forma al presente, con especial atención a la enseñanza de la Sociología y el trabajo en curso de Bhambra criticando las conceptualizaciones eurocéntricas de la modernidad y la historia.

## Medios de comunicación y charlas públicas
Bhambra Regularmente da charlas y escribe para una audiencia pública en temas como las trayectorias, el colonialismo, el imperialismo, Brexit, Gran Bretaña, universidades y reparaciones. Esto incluye artículos en The New York Times, La Conversación, Democracia Abierta, Política Extranjera, el blog de la Revisión Sociológica, y varios medios de comunicación.
En 2017, participó del TEDxBrum con la charla "Todo lo que sabes sobre Brexit es incorrecto" que explora las narrativas dominantes acerca del Brexit a través en su trabajo más amplio de la idea de Gran Bretaña como nación.
Con el Nottingham Contemporary organizó una charla de 2019 "¿De quién es el bienestar? Regímenes coloniales de extracción y subjetividad británica". El mismo año pronunció un discurso de apertura en la Convocatoria global de becarios sénior del Atlantic Institute titulada "La historia importa: desigualdades, reparación y redistribución".
Bhambra Apareció en el podcast Social Sciense Bites en enero de 2020 hablando de postcolonialismo en las ciencias sociales.

## Trabajos

### Libros
- Bhambra, Gurminder K. (2007). Rethinking Modernity: Postcolonialism and the Sociological Imagination. London: Palgrave Macmillan.
- Bhambra, Gurminder K. (2014).  University of Warwick, UK, ed. Connected Sociologies (en inglés). London: Bloomsbury. p. www.bloomsbury.com. ISBN 978-1-78093-157-9. Consultado el junio 2021.

### Libros editados
- Bhambra, Gurminder K.; Shilliam, Robbie, eds. (2009). Silencing Human Rights: Critical Engagements with a Contested Project. London: Palgrave Macmillan.
- Bhambra, Gurminder K.; Demir, Ipek, eds. (2009). 1968 in Retrospect: History, Theory, Alterity. London: Palgrave Macmillan.
- Bhambra, Gurminder K.; Orrells, Daniel; Roynon, eds. (2011). African Athena: New Agendas. Oxford: Oxford University Press.
- Bhambra, Gurminder K.; Narayan, John, eds. (2017). European Cosmopolitanism: Colonial Histories and Postcolonial Societies. London: Routledge.
- Bhambra, Gurminder K.; Gebrial, Dalia; Nişancıoğlu, eds. (2018). Decolonising the University. London: Pluto Press.